# Davis Cup 2019
Davis Cup 2019 là lần thứ 108 giải Davis Cup được tổ chức, giải đấu giữa các đội tuyển quần vợt nam trên thế giới. Giải đấu được tài trợ bởi Rakuten.
Năm 2019, thể thức của giải đấu thay đổi. Thay đổi chính là Nhóm Thế giới diễn ra tại một địa điểm và trong một tuần, với 18 đội được chia thành 6 bảng, mỗi bảng có 3 đội và thi đấu vòng tròn, đội nhất bảng và 2 đội có vị trí thứ 2 tốt nhất vào vòng tứ kết. Trận đấu giữa 2 đội sẽ có 2 trận đấu đơn và 1 trận đấu đôi, thay vì 5 trận đấu, các trận đấu thay đổi từ 5 set xuống 3 set. Nhóm Thế giới sẽ diễn ra là một giải đấu, sự kiện này được đặt tên là Vòng chung kết Davis Cup. Các nhóm thấp hơn I và II sẽ bao gồm các trận đấu đơn để quyết định lên hạng hoặc xuống hạng.
Tây Ban Nha dành chức vô địch thứ 6 (lần đầu kể từ năm 2011), đánh bại Canada ở chung kết 2–0. Rafael Nadal giành giải thưởng tay vợt xuất sắc nhất giải (MVP) cho giải đấu, sau khi anh thắng 8 trên 8 trận anh tham gia

## Chung kết
Ngày: 18–24 tháng 11 năm 2019

Địa điểm: Caja Mágica ở Madrid, Tây Ban Nha

Mặt sân: Sân cứng
18 quốc gia sẽ tham dự vòng chung kết, trước đó là Nhóm Thế giới. Các đội tham dự gồm:
- 4 đội bán kết vào năm trước
- 2 đội đặc cách
- 12 đội thắng vòng loại, vào tháng 2 năm 2019

| Đội tham dự      | Đội tham dự | Đội tham dự | Đội tham dự     | Đội tham dự       | Đội tham dự |
| · Argentina (WC) | · Úc        | · Bỉ        | · Canada        | · Chile           | · Colombia  |
| · Croatia        | · Pháp      | · Đức       | · Anh Quốc (WC) | · Ý               | · Nhật Bản  |
| · Kazakhstan     | · Hà Lan    | · Nga       | · Serbia        | · Tây Ban Nha (H) | · Hoa Kỳ    |
| ---------------- | ----------- | ----------- | --------------- | ----------------- | ----------- |

### Hạt giống
Hạt giống dựa trên Bảng xếp hạng Quốc gia vào ngày 4 tháng 2.
1. Pháp
2. Croatia
3. Argentina
4. Bỉ
5. Anh Quốc
6. Hoa Kỳ

### Vòng loại
Ngày: 1–2 tháng 2 năm 2019
24 đội sẽ tham dự cho 12 suất tham dự Vòng chung kết, trong quyết định thi đấu trên sân nhà và sân khách.
24 đội tham dự gồm:
- 4 đội thua tứ kết năm trước,
- 8 đội thắng Vòng play-off Nhóm Thế giới năm trước, và
- 12 đội tốt nhất năm trước không vượt qua vòng loại với thứ hạng tốt nhát trong khu vực: 
  - 6 đội từ khu vực châu Âu/châu Phi,
  - 3 đội từ khu vực châu Á/châu Đại Dương, và
  - 3 đội từ khu vực châu Mỹ.

12 đội thua ở vòng loại sẽ thi đấu tại Nhóm I tại khu vực tương ứng vào tháng 9.
#: Bảng xếp hạng Quốc gia vào ngày 29 tháng 10 năm 2018. 
| Hạt giống 1. Bỉ (Tứ kết 2018, #4) 2. Serbia (Thắng vòng play-off 2018, #8) 3. Úc (xếp hạng tốt nhất được đặc cách, #9) 4. Ý (Tứ kết 2018, #10) 5. Đức (Tứ kết 2018, #11) 6. Thụy Sĩ (xếp hạng tốt thứ 2 được đặc cách, #12) 7. Kazakhstan (Tứ kết 2018, #13) 8. Cộng hòa Séc (Thắng vòng play-off 2018, #14) 9. Thụy Điển (Thắng vòng play-off 2018, #15) 10. Áo (Thắng vòng play-off 2018, #16) 11. Canada (Thắng vòng play-off 2018, #17) 12. Nhật Bản (Thắng vòng play-off 2018, #18) | Không xếp loại hạt giống - Hungary (xếp hạng tốt khu vực châu Âu/châu Phi, #21) - Hà Lan (xếp hạng tốt thứ 2 khu vực châu Âu/châu Phi, #22) - Nga (xếp hạng tốt thứ 3 khu vực châu Âu/châu Phi, #23) - Bồ Đào Nha (xếp hạng tốt thứ 4 khu vực châu Âu/châu Phi, #26) - Bosna và Hercegovina (xếp hạng tốt thứ 5 khu vực châu Âu/châu Phi, #27) - Slovakia (xếp hạng tốt thứ 6 khu vực châu Âu/châu Phi, #29) - Ấn Độ (xếp hạng tốt khu vực châu Á/châu Đại Dương, #20) - Uzbekistan (xếp hạng tốt thứ 2 khu vực châu Á/châu Đại Dương, #24) - Trung Quốc (xếp hạng tốt thứ 3 khu vực châu Á/châu Đại Dương, #30) - Colombia (xếp hạng tốt nhất khu vực châu Mỹ, #19) - Chile (xếp hạng tốt nhất thứ 2 khu vực châu Mỹ, #25) - Brasil (xếp hạng tốt nhất thứ 3 khu vực châu Mỹ, #28) |

| Đội nhà          | Tỷ số | Đội khách            | Địa điểm    | Sân vận động                       | Mặt sân     | Ref.   |
| ---------------- | ----- | -------------------- | ----------- | ---------------------------------- | ----------- | ------ |
| Brasil           | 1–3   | Bỉ [1]               | Uberlândia  | Ginásio Municipal Tancredo Neves   | Đất nện (i) | [ 9 ]  |
| Uzbekistan       | 2–3   | Serbia [2]           | Tashkent    | Saxovat Sport Servis Sport Complex | Cứng (i)    | [ 10 ] |
| Úc [3]           | 4–0   | Bosna và Hercegovina | Adelaide    | Memorial Drive Tennis Club         | Cứng        | [ 11 ] |
| Ấn Độ            | 1–3   | Ý [4]                | Kolkata     | Calcutta South Club                | Cỏ          | [ 12 ] |
| Đức [5]          | 5–0   | Hungary              | Frankfurt   | Fraport Arena                      | Cứng (i)    | [ 13 ] |
| Thụy Sĩ [6]      | 1–3   | Nga                  | Biel/Bienne | Swiss Tennis Arena                 | Cứng (i)    | [ 14 ] |
| Kazakhstan [7]   | 3–1   | Bồ Đào Nha           | Astana      | Daulet National Tennis Centre      | Cứng (i)    | [ 15 ] |
| Cộng hòa Séc [8] | 1–3   | Hà Lan               | Ostrava     | Ostravar Aréna                     | Cứng (i)    | [ 16 ] |
| Colombia         | 4–0   | Thụy Điển [9]        | Bogotá      | Palacio de los Deportes            | Đất nện (i) | [ 17 ] |
| Áo [10]          | 2–3   | Chile                | Salzburg    | Salzburgarena                      | Đất nện (i) | [ 18 ] |
| Slovakia         | 2–3   | Canada [11]          | Bratislava  | Aegon Arena                        | Đất nện (i) | [ 19 ] |
| Trung Quốc       | 2–3   | Nhật Bản [12]        | Quảng Châu  | Guangdong Olympic Tennis Centre    | Cứng        | [ 20 ] |

## Vòng bảng

### Vòng đấu loại trực tiếp
|  |             |             |        |             |   |             |          |             |        |  |           |           |           |
|  | Tứ kết      | Tứ kết      | Tứ kết |             |   | Bán kết     | Bán kết  | Bán kết     |        |  | Chung kết | Chung kết | Chung kết |
|  | Tứ kết      | Tứ kết      | Tứ kết |             |   | Bán kết     | Bán kết  | Bán kết     |        |  | Chung kết | Chung kết | Chung kết |
|  | 22 tháng 11 |             |        |             |   |             |          |             |        |  |           |           |           |
|  |             |             |        |             |   |             |          |             |        |  |           |           |           |
|  | 8           | Serbia      | 1      |             |   |             |          |             |        |  |           |           |           |
|  | 8           | Serbia      | 1      | 23 tháng 11 |   |             |          |             |        |  |           |           |           |
|  | 17          | Nga         | 2      |             |   |             |          |             |        |  |           |           |           |
|  | 17          | Nga         | 2      |             |   | 17          | Nga      | 1           |        |  |           |           |           |
|  | 21 tháng 11 |             |        |             |   | 17          | Nga      | 1           |        |  |           |           |           |
|  |             |             | 13     | Canada      | 2 |             |          |             |        |  |           |           |           |
|  | 9           | Úc          | 13     | Canada      | 2 | 1           |          |             |        |  |           |           |           |
|  | 9           | Úc          |        |             |   | 1           |          | 24 tháng 11 |        |  |           |           |           |
|  | 13          | Canada      | 2      |             |   |             |          |             |        |  |           |           |           |
|  | 13          | Canada      | 2      |             |   |             |          | 13          | Canada |  |           |           |           |
|  | 22 tháng 11 |             |        |             |   |             |          | 13          | Canada |  |           |           |           |
|  |             |             |        |             | 7 | Tây Ban Nha |          |             |        |  |           |           |           |
|  | 5           | Anh Quốc    | 2      |             | 7 | Tây Ban Nha |          |             |        |  |           |           |           |
|  | 5           | Anh Quốc    | 2      | 23 tháng 11 |   |             |          |             |        |  |           |           |           |
|  | 11          | Đức         | 0      |             |   |             |          |             |        |  |           |           |           |
|  | 11          | Đức         | 0      |             |   | 5           | Anh Quốc | 1           |        |  |           |           |           |
|  | 22 tháng 11 |             |        |             |   | 5           | Anh Quốc | 1           |        |  |           |           |           |
|  |             |             | 7      | Tây Ban Nha | 2 |             |          |             |        |  |           |           |           |
|  | 3           | Argentina   | 7      | Tây Ban Nha | 2 | 1           |          |             |        |  |           |           |           |
|  | 3           | Argentina   |        |             |   |             |          |             |        |  |           |           |           |
|  | 7           | Tây Ban Nha | 2      |             |   |             |          |             |        |  |           |           |           |
|  | 7           | Tây Ban Nha | 2      |             |   |             |          |             |        |  |           |           |           |
|  |             |             |        |             |   |             |          |             |        |  |           |           |           |

## Chung kết
| · Canada · | Estadio Manolo Santana 24 tháng 11 năm 2019 | Estadio Manolo Santana 24 tháng 11 năm 2019 | · Tây Ban Nha · |   |   |  |
| \| \| \| \| 1 \| 2 \| 3 \| \| \| - \| \| \| - \| - \| - \| \| \| 1 \| \| \| \| \| \| \| \| 2 \| \| \| \| \| \| \| \| 3 \| \| \| \| \| \| \| |                                             |                                             |                 |   |   |  |
| |                                             |                                             | 1               | 2 | 3 |  |
| 1 | Canada · Tây Ban Nha                        |                                             |                 |   |   |  |
| 2 | Canada · Tây Ban Nha                        |                                             |                 |   |   |  |
| 3 | Canada · Tây Ban Nha                        |                                             |                 |   |   |  |

## Khu vực châu Mỹ

### Nhóm I
Ngày: 13–14 tháng 9 và 14–15 tháng 9 năm 2019
| Hạt giống: 1. Brasil 2. Ecuador 3. Cộng hòa Dominica | Quốc gia còn lại: \| - Barbados - Venezuela - Uruguay \| |
| - Barbados - Venezuela - Uruguay                     |                                                          |

| Đội nhà    | Tỷ số | Đội khách             | Địa điểm      | Sân vận động                   | Mặt sân | Ref.   |
| ---------- | ----- | --------------------- | ------------- | ------------------------------ | ------- | ------ |
| Brasil [1] | –     | Barbados              | Criciúma      | Sociedade Recreativa Mampituba | Đất nện | [ 22 ] |
| Venezuela  | –     | Ecuador [2]           | Doral, Hoa Kỳ | Doral Park Country Club        | Cứng    | [ 23 ] |
| Uruguay    | –     | Cộng hòa Dominica [3] | Montevideo    | Carrasco Lawn Tennis Club      | Đất nện | [ 24 ] |

### Nhóm II
Ngày: 5–6 tháng 4 và 13–14 tháng 9 năm 2019
| Hạt giống: 1. Perú 2. México 3. Guatemala | Quốc gia còn lại: \| - Bolivia - El Salvador - Paraguay \| |
| - Bolivia - El Salvador - Paraguay        |                                                            |

| Đội nhà       | Tỷ số | Đội khách  | Địa điểm    | Sân vận động                             | Mặt sân | Ref.   |
| ------------- | ----- | ---------- | ----------- | ---------------------------------------- | ------- | ------ |
| El Salvador   | 2–3   | Perú [1]   | Santa Tecla | Complejo Polideportivo de Ciudad Merliot | Cứng    | [ 25 ] |
| Paraguay      | –     | México [2] |             |                                          |         | [ 26 ] |
| Guatemala [3] | –     | Bolivia    |             |                                          |         | [ 27 ] |

### Nhóm III
Ngày: 17–22 tháng 6 năm 2019
Địa điểm: Costa Rica Country Club, Escazú, Costa Rica (cứng)
Quốc gia tham dự
| - Antigua và Barbuda - Bahamas - Bermuda - Costa Rica - Cuba - Honduras | - Jamaica - Panama - Puerto Rico - Trinidad và Tobago - Quần đảo Virgin thuộc Mỹ |

## Khu vực châu Á/châu Đại Dương

### Nhóm I
Ngày: 13–14 tháng 9 năm 2019
| Hạt giống: 1. Ấn Độ 2. Uzbekistan 3. Trung Quốc | Quốc gia còn lại: \| - Hàn Quốc - Liban - Pakistan \| |
| - Hàn Quốc - Liban - Pakistan                   |                                                       |

| Đội nhà        | Tỷ số | Đội khách      | Địa điểm | Sân vận động | Mặt sân | Ref.   |
| -------------- | ----- | -------------- | -------- | ------------ | ------- | ------ |
| Pakistan       | –     | Ấn Độ [1]      |          |              |         | [ 28 ] |
| Liban          | –     | Uzbekistan [2] |          |              |         | [ 29 ] |
| Trung Quốc [3] | –     | Hàn Quốc       |          |              |         | [ 30 ] |

### Nhóm II
Ngày: 5–6 tháng 4, 13–14 tháng 9 và 14–15 tháng 9 năm 2019
| Hạt giống: 1. Thái Lan 2. New Zealand 3. Đài Bắc Trung Hoa | Quốc gia còn lại: \| - Hồng Kông - Indonesia - Philippines \| |
| - Hồng Kông - Indonesia - Philippines                      |                                                               |

| Đội nhà      | Tỷ số | Đội khách             | Địa điểm   | Sân vận động                       | Mặt sân | Ref.   |
| ------------ | ----- | --------------------- | ---------- | ---------------------------------- | ------- | ------ |
| Thái Lan [1] | 3–1   | Philippines           | Nonthaburi | National Tennis Development Centre | Cứng    | [ 31 ] |
| Indonesia    | –     | New Zealand [2]       |            |                                    |         | [ 32 ] |
| Hồng Kông    | –     | Đài Bắc Trung Hoa [3] |            |                                    |         | [ 33 ] |

### Nhóm III
Ngày: 26–29 tháng 6 năm 2019
Địa điểm: Singapore Sports Hub, Singapore (cứng trong nhà)
Quốc gia tham dự
| - Iran - Kuwait - Malaysia - Qatar | - Singapore - Sri Lanka - Syria - Việt Nam |

### Nhóm IV
Ngày: Tuần của ngày 9 tháng 9 năm 2019
Địa điểm: Amman, Jordan (cứng)
Quốc gia tham dự
| - Bahrain - Bangladesh - Campuchia - Guam - Iraq - Jordan - Kyrgyzstan | - Mông Cổ - Oman - Châu Đại Dương Thái Bình Dương - Ả Rập Xê Út - Tajikistan - Turkmenistan - Các Tiểu vương quốc Ả Rập Thống nhất |

## Khu vực châu Âu/châu Phi

### Nhóm I
Ngày: 13–14 tháng 9 năm 2019
| Hạt giống: 1. Cộng hòa Séc 2. Thụy Điển 3. Áo 4. Hungary 5. Thụy Sĩ 6. Bồ Đào Nha | Quốc gia còn lại: \| - Belarus - Bosna và Hercegovina - Phần Lan - Israel - Slovakia - Ukraina \| |
| - Belarus - Bosna và Hercegovina - Phần Lan - Israel - Slovakia - Ukraina         |                                                                                                   |

| Đội nhà              | Tỷ số | Đội khách        | Địa điểm | Sân vận động       | Mặt sân  | Ref.   |
| -------------------- | ----- | ---------------- | -------- | ------------------ | -------- | ------ |
| Bosna và Hercegovina | –     | Cộng hòa Séc [1] |          |                    |          | [ 34 ] |
| Thụy Điển [2]        | –     | Israel           |          |                    |          | [ 35 ] |
| Phần Lan             | –     | Áo [3]           | Espoo    | Espoo Metro Areena | Cứng (i) | [ 36 ] |
| Hungary [4]          | –     | Ukraina          |          |                    |          | [ 37 ] |
| Slovakia             | –     | Thụy Sĩ [5]      |          |                    |          | [ 38 ] |
| Belarus              | –     | Bồ Đào Nha [6]   |          |                    |          | [ 39 ] |

### Nhóm II
Ngày: 5–6 tháng 4 và 13–14 tháng 9 năm 2019
| Hạt giống: 1. România 2. Nam Phi 3. Đan Mạch 4. Litva 5. Ai Cập 6. Na Uy | Quốc gia còn lại: \| - Bulgaria - Gruzia - Maroc - Slovenia - Thổ Nhĩ Kỳ - Zimbabwe \| |
| - Bulgaria - Gruzia - Maroc - Slovenia - Thổ Nhĩ Kỳ - Zimbabwe           |                                                                                        |

| Đội nhà      | Tỷ số | Đội khác   | Địa điểm     | Sân vận động                   | Mặt sân  | Ref.   |
| ------------ | ----- | ---------- | ------------ | ------------------------------ | -------- | ------ |
| România [1]  | 4–1   | Zimbabwe   | Piatra Neamț | Polyvalent Hall                | Cứng (i) | [ 40 ] |
| Nam Phi [2]  | –     | Bulgaria   |              |                                |          | [ 41 ] |
| Đan Mạch [3] | –     | Thổ Nhĩ Kỳ |              |                                |          | [ 42 ] |
| Maroc        | 2–3   | Litva [4]  | Marrakesh    | Royal Tennis Club de Marrakech | Đất nện  | [ 43 ] |
| Ai Cập [5]   | –     | Slovenia   |              |                                |          | [ 44 ] |
| Na Uy [6]    | –     | Gruzia     |              |                                |          | [ 45 ] |

### Nhóm III Khu vực châu Âu
Ngày: 11–14 tháng 9 năm 2019
Địa điểm: Tatoi Club, Athens, Hy Lạp (đất nện)
Quốc gia tham dự
| - Estonia - Hy Lạp - Latvia - Luxembourg | - Monaco - Montenegro - Bắc Macedonia - Ba Lan |

### Nhóm III Khu vực châu Phi
Ngày: 11–14 tháng 9 năm 2019
Địa điểm: Nairobi Club Ground, Nairobi, Kenya (đất nện)
Quốc gia tham dự
| - Algérie - Bénin - Kenya - Madagascar | - Mozambique - Namibia - Nigeria - Tunisia |

### Nhóm IV Khu vực châu Âu
Ngày: 15–20 tháng 7 năm 2019
Địa điểm: Centro Tennis Cassa di Risparmio, San Marino, San Marino (đất nện)
Quốc gia tham dự
| - Andorra - Albania - Armenia - Síp - Iceland | - Ireland - Kosovo - Liechtenstein - Malta - San Marino |

### Nhóm IV Khu vực châu Phi
Ngày: 26–29 tháng 6 năm 2019
Địa điểm: Kintélé Sports Complex, Brazzaville, Cộng hòa Congo (cứng)
Quốc gia tham dự
| - Botswana - Cameroon - Cộng hòa Congo - Gabon | - Ghana - Rwanda - Uganda |